# Erna Schilling

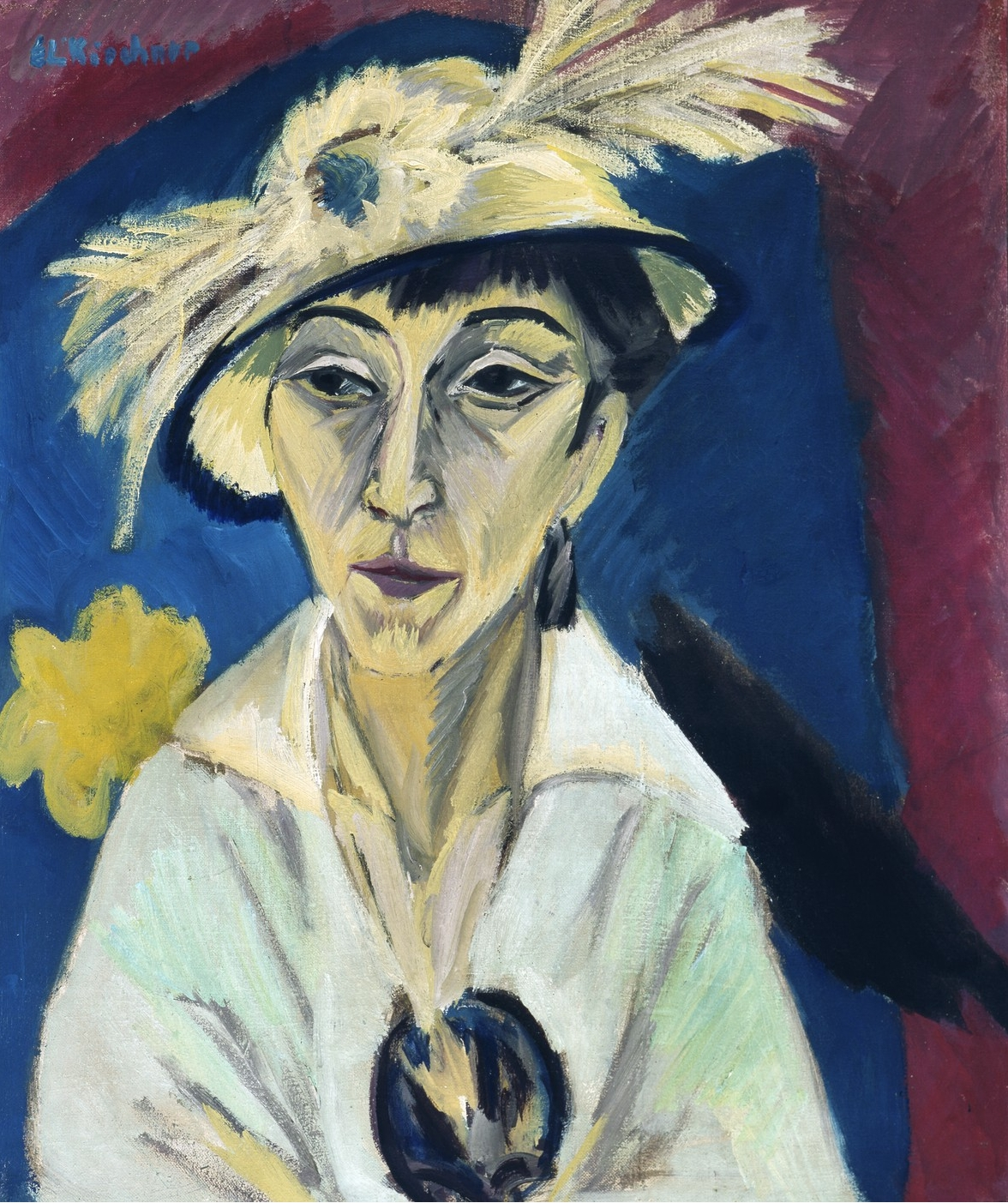
Ernst Ludwig Kirchner: Porträt der Erna Schilling (1913)

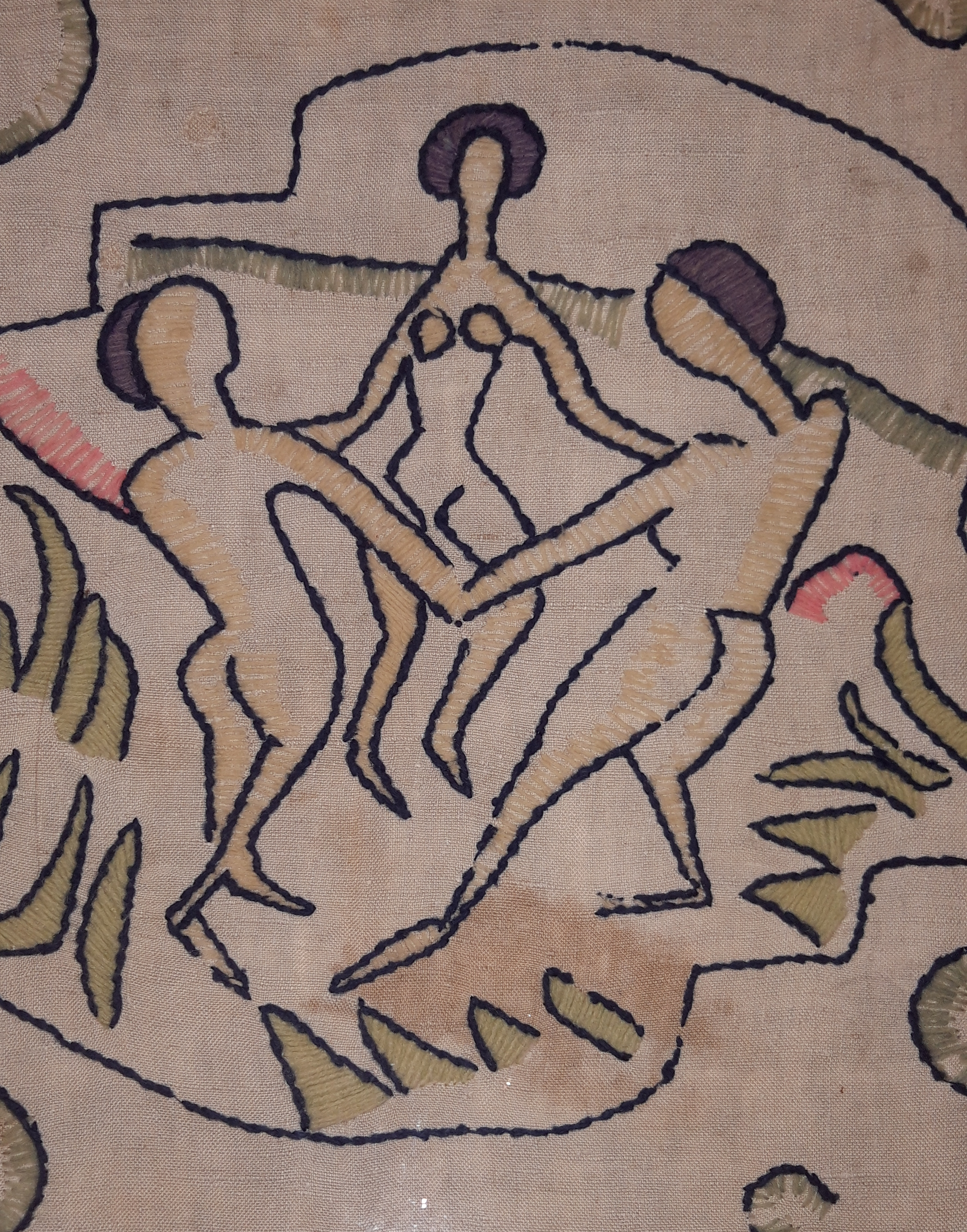
Stickerei von Erna Schilling

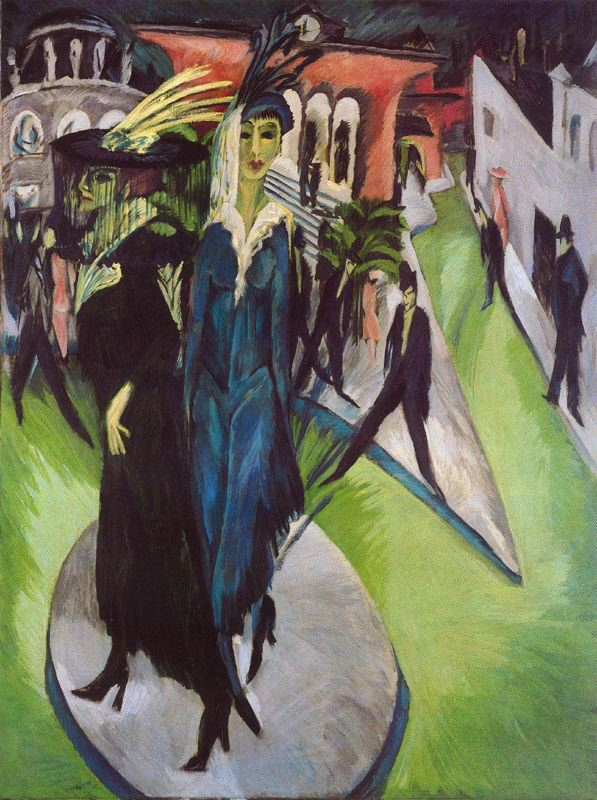
Potsdamer Platz, 1914, Neue Nationalgalerie, Berlin

Erna Schilling, genannt Kirchner (* 25. Dezember 1884 in Berlin; † 4. Oktober 1945 in Davos) war eine deutsche Nachtclubtänzerin und Künstlermodell. Sie war Lebensgefährtin und Muse sowie erste Nachlassverwalterin des expressionistischen Malers Ernst Ludwig Kirchner.

## Leben
Ida Klara Erna Schilling wurde als Tochter eines Verlagslektors in Berlin geboren. Mit achtzehn Jahren zog sie mit ihrer älteren Schwester Gerda von zu Hause aus; die beiden wurden Tänzerinnen in Berliner Nachtclubs. Dort lernte sie im Oktober 1911 den Künstler Ernst Ludwig Kirchner kennen. Schilling wurde seine Lebensgefährtin und sein bevorzugtes Modell. Erna und ihre Schwester sind als Modell auch in seinem Berliner Hauptwerk Potsdamer Platz von 1914 zu sehen. Durch Kirchner lernte Schilling weitere Mitglieder der Künstlergruppe „Die Brücke“ kennen. Sie stand auch für Gemälde von Erich Heckel und Otto Mueller Modell. Sie fertigte zudem Dekorationen für Kirchners Atelier an. Kirchner machte die Entwürfe für Stickereien, die Erna Schilling umsetzte.
Später kümmerte sie sich auch um die Geschäfte des Künstlers, der 1915 einen Nervenzusammenbruch erlitten hatte, und legte durch erfolgreiche Verkäufe von Bildern die Grundlage für seine finanzielle Unabhängigkeit. 1921 zog sie, die sich, ohne mit ihm verheiratet zu sein, häufig Erna Kirchner nannte, mit ihm in die Schweiz. Sie lebten ab 1923 im „Wildbodenhaus“ in Davos Frauenkirch. Zahlreiche Persönlichkeiten der Kunstszene besuchten sie dort, u. a. Alfred Döblin, Fritz Winter, Oskar Schlemmer und Gret Palucca. 1937 nahm sie die Schweizer Staatsbürgerschaft an. Kirchner machte ihr im Juni 1938 einen Heiratsantrag. Am 10. Mai beantragte er bei der Gemeinde Davos das Aufgebot für die Eheschließung mit Erna Schilling. Kirchner nahm sich am 15. Juni 1938 mit einem Herzschuss das Leben. Erna Schilling, die nun auch amtlich den Namen Kirchner tragen durfte, verwaltete in der Folge seinen Nachlass. Sie starb 1945 in Davos.
Nach ihrem Tod wurde der Nachlass von Ernst Ludwig Kirchner bis 1954 im Kunstmuseum Basel unter der Leitung von Georg Schmidt aufbewahrt. Die Nachlassverwaltung wurde von den Erben des Künstlers dann Roman Norbert Ketterer übergeben.